# كاني مام سيد
كاني مام‌ سيد هي قرية في مقاطعة نقدة، إيران. عدد سكان هذه القرية هو 236 في سنة 2006.